# 阿根廷經濟

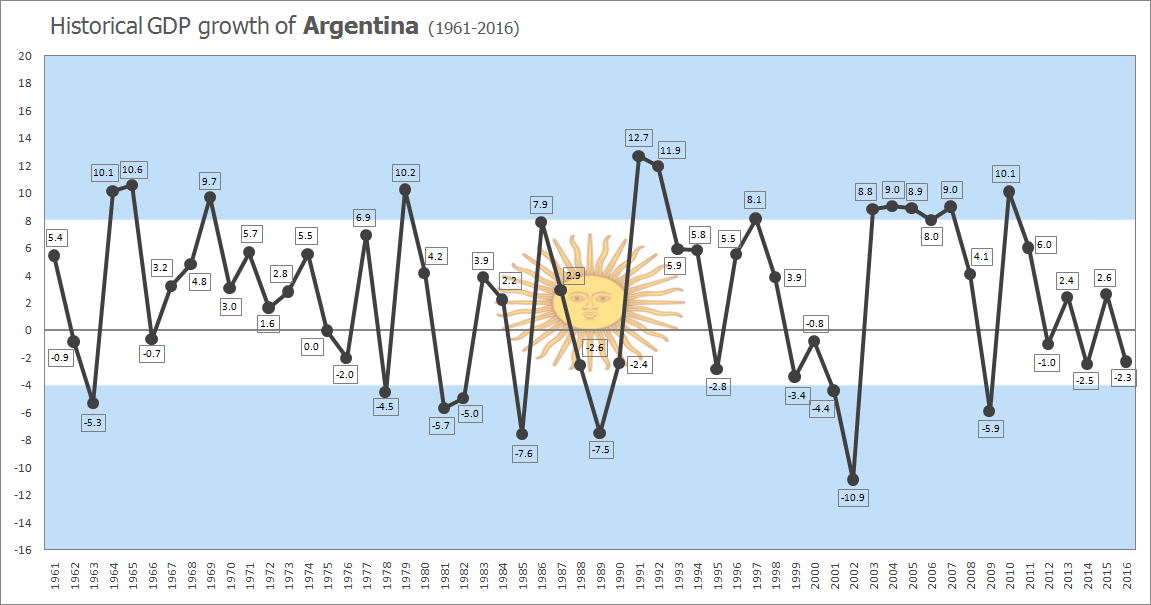
阿根廷從1961年到2016年的歷史增長

阿根廷是一個高收入國家，也是拉美第三大經濟體和南美僅次於巴西的第二大經濟體。阿根廷自然資源豐富，人民受教育水平高，並且是世界主要農產品出口國，工業體系也很多樣。但阿根廷在歷史上經濟表現起伏很大，常常是高速增長之後出現嚴重下滑的情況。特別是在20世紀後期，貧富分化的問題日益嚴重。在二十世紀初期，阿根廷人的所得水準曾是世界頂尖，並且是開發中國家中第三大經濟體 阿根廷現在擁有較高的生活水準和人均GDP。阿根廷是G20成員國。
2018年起，阿根廷陷入嚴重的經濟危機，通脹率居高不下且匯率嚴重貶值。2022年8月，通脹率達至60%。為了應付經濟危機，阿根廷多次向國際貨幣基金組織尋求貸款。2018年阿根廷曾獲得450億美元的貸款。然而，阿根廷一直無力償還債務，2022年3月眾議院通過債務協議延後4年償還債務，條件是阿根廷需要削減政府開支以減少財政赤字，協議遭到國內民眾反對並爆發了多場示威活動。

## 历史
归功于“阿根廷悖论”，阿根廷经济史是在世界上最受研究的经济史之一。阿根廷这一国家在20世纪初取得了巨大发展，但经历了一次逆转，这激发了大量关于其衰退原因的文献和多样化的分析。 自1816年脱离西班牙独立，阿根廷已九次违约债务；其通货膨胀常常升至两位数，甚至高达5000%，导致多次大规模货币贬值。
由于拥有大量沃土，阿根廷在农业方面具有明显的比较优势。1860年至1930年期间，阿根廷对潘帕斯草原沃土的开发有力地推动了其经济增长。在20世纪的前三十年，阿根廷的人口、总收入和人均收入都超过了加拿大和澳大利亚。 到1913年，阿根廷位列世界上人均收入前十位的最富裕国家之一。
从1930年代开始，阿根廷经济明显恶化。导致这一衰退最重要的因素是1930年以来的政治动荡，当时阿根廷军政府掌权，结束了长达70年的文官宪政。从宏观经济角度来看，阿根廷在大萧条之前是最稳定和保守的国家之一，大萧条之后它变成了最不稳定的国家之一。 尽管如此，直到1962年，阿根廷的人均GDP仍高于奥地利、意大利、日本及其前殖民宗主国西班牙。 从1930年代到1970年代，历届政府都奉行进口替代政策以实现工业自给自足，但政府对工业增长的鼓励转移了农业生产的投资，导致农业生产急剧下降。 
阿根廷的进口替代时代于1976年结束，但与此同时，不断增长的政府开支、大幅增加的工资和低效率的生产导致了1980年代的慢性通货膨胀。1980年代末，阿根廷最后一届军政府所采取的措施也导致了巨额外债，相当于的四分之三。